# Javier Dominguez-Ledo
Pour les articles homonymes, voir Dominguez et Ledo (homonymie).
Javier Dominguez-Ledo est un athlète espagnol né le 5 août 1974. Spécialiste de l'ultra-trail, il a terminé deuxième de l'Ultra-Trail World Tour 2016 grâce notamment à des troisièmes places au Lavaredo Ultra Trail et au Grand Raid 2016.

## Résultats
| no  | masculin           | Course                    | Longueur | Départ            | Temps            |
| --- | ------------------ | ------------------------- | -------- | ----------------- | ---------------- |
| 1er | Médaille d'or      | Ehunmilak                 | 167 km   | 15 juillet 2011   | 24 h 49 min 16 s |
| 2e  | Médaille d'argent  | Ehunmilak                 | 168 km   | 12 juillet 2013   | 23 h 09 min 22 s |
| 3e  | Médaille de bronze | Ultra-Trail du Mont-Blanc | 168 km   | 30 août 2013      | 21 h 17 min 38 s |
| 1er | Médaille d'or      | Ehunmilak                 | 168 km   | 11 juillet 2014   | 23 h 29 min 10 s |
| 3e  | Médaille de bronze | Lavaredo Ultra Trail      | 119 km   | 24 juin 2016      | 12 h 36 min 45 s |
| 1er | Médaille d'or      | Ehunmilak                 | 168 km   | 8 juillet 2016    | 23 h 22 min 37 s |
| 3e  | Médaille de bronze | Grand Raid                | 167 km   | 20 octobre 2016   | 24 h 36 min 24 s |
| 1er | Médaille d'or      | Ehunmilak                 | 168 km   | 7 juillet 2017    | 22 h 22 min 03 s |
| 1er | Médaille d'or      | Tor des Géants            | 330 km   | 10 septembre 2017 | 67 h 52 min 15 s |
| 2e  | Médaille d'argent  | Penyagolosa Trails        | 108 km   | 12 mai 2018       | 12 h 32 min 42 s |
| 1er | Médaille d'or      | Ehunmilak                 | 168 km   | 8 juillet 2022    | 23 h 04 min 06 s |